# Le Village aérien
Le Village aérien est un roman d'aventures de Jules Verne, paru en 1901.
L'action se déroule dans la jungle africaine. De manière ludique, le roman est l'occasion de s'interroger sur le fameux « chaînon manquant » entre le grand singe et l'être humain, le débat étant à l'époque brûlant depuis la parution des travaux de Darwin. Au premier degré, il s'agit d'un roman joyeux, égrenant pas mal de morceaux de bravoure, tels des attaques d'éléphants, de rhinocéros et de phacochères.

## Historique
Le roman est écrit par Jules Verne entre le 29 janvier et le 30 avril 1896. Il paraît d'abord sous forme de feuilleton du 1er janvier au 15 juin 1901 sous le titre La Grande Forêt dans le Magasin d'éducation et de récréation, puis en volume la même année sous son titre actuel. Ces deux titres, du feuilleton, puis du tiré à part en grand format chez Hetzel, correspondent à deux des chapitres du livre.

## Résumé
Au cœur de l'Afrique, dans une forêt impénétrable, celle de l'Oubanghi, deux explorateurs blancs accompagnés d'un indigène et d'un enfant noir découvrent une peuplade inconnue, qui vit dans les arbres. Ces deux héros, un Français et un Américain, nommés Max Huber et John Cort, les observent afin de savoir s'ils sont humains et tentent de rencontrer leur roi... Les explorateurs sont accompagnés d'un garçonnet, Llanga, qu'ils ont recueilli au cours de leur pérégrination au Congo, puisque leur voyage avait initialement pour but d'accompagner Urdax, un négociant d'ivoire portugais, et que leurs aventures commencent au retour de ce périple. Le dernier accompagnant s'appelle Khamis, le « foreloper », c'est-à-dire le guide indigène qui sert à trouver les pistes et à orienter la caravane au sein de l'Afrique sauvage.
Il y a des épisodes épiques où notre quatuor de héros affronte successivement : 
- un troupeau d'éléphants déchaînés,
- deux rhinocéros : un des rhinocéros plante sa corne dans un arbre et n'arrive pas à se libérer,
- des bandes de singes (gorilles et chimpanzés réunis).

## Aujourd'hui
La perspective d'évolution géopolitique des territoires où se déroule l'intrigue permet de comprendre le débat évolutionniste qui fait rage au XIXe siècle.
Aujourd'hui, la théorie du chaînon manquant n'est plus d'actualité, Yves Coppens, comme tous ses confrères anthropologues, ayant la conviction, notamment après la découverte de Lucy et celle, plus récente, de Toumaï par les chercheurs poitevins, qu'il y a plutôt un ancêtre commun aux « grands » singes quadrumanes (chimpanzé, gorille, bonobo, orang-outan) et à l'homme moderne, qu'une descendance, si bien qu'il vaut mieux parler à présent de « cousinage ».

## LeCongoindépendant
Dans le premier chapitre, Jules Verne parle du Congo indépendant de l'époque : « [...] celui-ci n'attend que l'occasion de sacrifier son indépendance. » Cette phrase témoigne du sens historique de l'auteur, qui annonce le mouvement des peuples à l'autodétermination qui se produira au siècle suivant. Il perçoit aussi les appétits de l'impérialisme américain : « [...] vous verrez, un jour le gouvernement fédéral demandera sa part dans le gâteau africain. »
Là encore, cet aspect de ce livre ne doit pas faire oublier que Jules Verne n'était pas aveugle face aux méfaits du colonialisme : par exemple, dans l'un de ses premiers livres, Le Tour du monde en quatre-vingts jours, il rappelle que le commerce de l'opium par les Britanniques fait des ravages chez les Chinois. Dans quelques autres romans, écrits à des distances très éloignées, Les Enfants du capitaine Grant (1867), La Jangada (1881), Mistress Branican (1891), il dénonce les pratiques génocidaires des Anglais en Australie et en Tasmanie.

## Les personnages
- L'explorateur américain John Cort, passionné de sciences naturelles.
- L'explorateur français Max Huber, pratiquant l'art cynégétique et l'humour français  au début du livre, il se plaint que leur exploration de l'Afrique manque d'imprévu, au grand dam de son ami John Cort.
- Le foreloper Khamis, le troisième membre.
- L'enfant-singe, Li-Maï, fils de Lo-Maï (son père) et de La-Maï (sa mère), qu'il appelle « Ngora », ce qui signifie mère à la fois dans leur idiome et en congolais.
- L'enfant noir Llanga, le quatrième membre ; il sauve l'enfant-singe et le protège avec générosité[1].
- Le professeur Johausen, dit « Le père-miroir » (Msélo-Tala-Tala en langue du pays), roi du peuple-singe dont le nom fait référence aux lunettes qu'il chausse. Jules Verne s'inspire, mais avec ironie, pour créer ce personnage, de Richard Lynch Garner, un savant ayant étudié le langage des singes et ayant vécu au milieu d'eux[2].
- Le trafiquant d'ivoire portugais, Urdax, âgé de cinquante ans, chef de la caravane dont font partie Cort et Huber ; il meurt piétiné par une harde d'éléphants.

## Darwinisme et catholicisme
Jules Verne cite plusieurs fois la théorie de Darwin. Il en reconnaît la logique, tout en insistant sur le fait qu'on ne trouvera jamais le maillon manquant entre l'homme et le singe car il n'existe pas. Ce n'est aucun préjugé religieux que l'auteur impose. Il n'est pas difficile de déterminer si Jules Verne voulait éviter d'effaroucher le lecteur chrétien ou si cela reflétait ses convictions, car il ne parle pas comme un religieux mais comme un biologiste de son époque ; pourtant, dans deux de ses livres, Famille-sans-nom et la version initiale de Les Naufragés du « Jonathan », il donnait un grand rôle aux prêtres catholiques. Il est sûr qu'il attribue en tout cas l'édification des indigènes au travail incessant et colossal des missionnaires.
Jules Verne insiste sur le fait que les hommes-singes n'ont pas de queue, comme les grands singes que sont le gorille et le chimpanzé. Il insiste aussi sur le fait que les hommes-singes sont bimanes (deux mains, comme l'homme) et non pas quadrumanes (quatre mains) comme les singes. Mais le fait le plus important, c'est bien sûr la possibilité de parler une langue humaine. Du point de vue d'un scientifique moderne, les ancêtres de l'homme (à partir de l’homo erectus) avaient effectivement cette caractéristique.

## Intérêt pour l'histoire des idées
Malgré tout, ce roman est très intéressant, car il figure parmi les derniers, celui où il tire à la ligne et nous expose toute sa collection de stéréotypes verniens. Jules Verne, en bon témoin de son temps servait son public et savait ce que son éditeur et ses lecteurs attendaient. Certains détails montrent qu'il corrigeait certains points de vue anciens : la mort du chasseur trafiquant d'ivoire est une punition infligée par la nature, c'est à interpréter comme un avertissement quasi divin. Les exposés sur les théories anthropologiques, dont il cite des auteurs (Linné, Vogt), semblent être un calque de la pensée qui avait cours à la fin du XIXe siècle et une tentative de rendre compréhensible la théorie de l'évolution de Darwin en la simplifiant, et de ce fait en la caricaturant. On réalise comment, à cette époque, on mesurait le degré d'humanité à des critères purement technologiques, par exemple l'usage des armes à feu lié à plusieurs inventaires de munitions encore disponibles qui déterminent l'espérance de survie dépendant d'artefacts industriels. Le « brusque dénouement » du roman intervient par un tir, qui ne peut être lu aujourd'hui que comme le meurtre d'un homme considéré comme un sauvage.

## Prédécesseur des hommes-singes de l'écrivainEdgar Rice Burroughs
Ce livre a été peut-être une des sources d'inspiration de l'écrivain Edgar Rice Burroughs, le créateur de Tarzan. Cet écrivain parle dans certain(s) de ses livres d'un peuple d'hommes-singes. En revanche, Burroughs est moins rigoureux que Verne, ses hommes-singes ont une queue, ce qui est une aberration pour un scientifique : seul l'ancêtre commun du gorille, du chimpanzé, de l'orang-outan et de l'homme avait une queue.
Arthur Conan Doyle avait également lu le roman, lui qui a repris cette idée d'un monde perdu retiré de tout à cause de barrières naturelles, dans son roman Le Monde perdu (1912), sur lequel s'est basé l'écrivain Michael Crichton pour écrire Jurassic Park.

## Adaptation

### Adaptation en BD
- Le Village aérien a été adapté en BD en 2015 aux éditions Le sphinx des glaces.
  - Scénario et dialogues : Marc Jakubowski.
  - Dessins : Éric Rückstühl.
  - 2e titre de la collection Jules Verne et ses Voyages.